# Jarrahwood
Jarrahwood is een plaats in de regio South West in West-Australië. Het ligt nabij de Vasse Highway, 240 kilometer ten zuiden van Perth, 25 kilometer ten noordwesten van Nannup en 36 kilometer ten oostzuidoosten van Busselton. In 2021 telde het dorp 9 inwoners.

## Geschiedenis
Jarrahwood wordt omringd door jarrahbossen. Reeds van midden de 19e eeuw waren er houthakkers actief. Het dorp werd genoemd naar het bedrijf Jarrah Wood and Sawmills Company Limited dat in 1902 werd opgericht. Het bedrijf kapte en verwerkte de jarrahbomen uit de streek tot hout. Het legde een private spoorweg tussen Jarrahwood en Wonnerup aan. De spoorweg werd in 1906 opgekocht door de overheid. Het plaatsje werd officieel gesticht in 1932. De houtzagerij sloot de deuren in 1982. In die tijd had Jarrahwood twee scholen, een hospitaal, een postkantoor, winkels, een gemeentehuis en een vijftigtal huizen. Sinds 1974 opereert in Jarrahwood een bemand weerstation. In 2019 werd het dorp bedreigd door een uitslaande bosbrand.

## Toerisme
Jarrahwood ligt langs de Munda Biddi Trail, een langeafstandsfietsroute van ongeveer duizend kilometer.

## Transport
Jarrahwood ligt nabij de Vasse Highway die Busselton met Pemberton en de South Western Highway verbindt.

## Klimaat
Jarrahwood kent een mediterraan klimaat met warme zomers en koele winters. Omdat het hoger gelegen is dan Busselton ontvangt Jarrahwood meer neerslag en is het er kouder.
| Maand                                  | jan  | feb  | mrt  | apr  | mei   | jun   | jul   | aug   | sep   | okt  | nov  | dec  | Jaar  |
| -------------------------------------- | ---- | ---- | ---- | ---- | ----- | ----- | ----- | ----- | ----- | ---- | ---- | ---- | ----- |
| Gemiddeld maximum (°C)                 | 29,7 | 29,9 | 27,7 | 23,8 | 20,0  | 17,3  | 16,4  | 16,8  | 18,2  | 20,8 | 23,9 | 27,2 | 22,6  |
| Gemiddeld minimum (°C)                 | 12,6 | 13,5 | 11,7 | 8,6  | 6,7   | 5,3   | 4,9   | 5,2   | 6,0   | 7,5  | 9,6  | 11,1 | 8,6   |
|                                        |      |      |      |      |       |       |       |       |       |      |      |      |       |
| Neerslag (mm)                          | 17,1 | 12,1 | 21,9 | 48,1 | 124,3 | 156,6 | 181,9 | 147,8 | 104,6 | 55,8 | 41,4 | 17,4 | 929   |
| Regendagen (dag)                       | 2,2  | 2,2  | 3,5  | 6,4  | 11,0  | 15,6  | 17,4  | 16,4  | 13,7  | 9,0  | 6,1  | 3,2  | 106,7 |
| Relatieve luchtvochtigheid (%)         | 42   | 42   | 45   | 55   | 64    | 70    | 70    | 66    | 61    | 57   | 51   | 45   | 55,7  |
| Bron: Australian Bureau of Meteorology |      |      |      |      |       |       |       |       |       |      |      |      |       |